# 163 av. J.-C.
Cette page concerne l'année 163 av. J.-C. du calendrier julien proleptique.

## Événements
- 8 février : une lettre du roi Antiochos V, qui confirme le droit des Juifs à vivre selon leur Loi, arrive à Jérusalem[1].
- 12 février (15 mars 591 du calendrier romain) : début à Rome du consulat de Tibérius Sempronius Gracchus (pour la seconde fois) et Marcus Juventius Thalna[2].
  - Recensement (164/163 av. J.-C.) : Rome compte 337 022 citoyens[3] (retour de nombreux colons et affranchissement de beaucoup d’esclaves).
  - Le sénat envoie en ambassade Cnaeus Octavius, Spurius Lucretius et Lucius Aurelius. Ils vont rétablir l'ordre en Macédoine, régler le différend qui oppose le roi Ariarathe V de Cappadoce et les Trocmes Galates, puis se rendre en Syrie pour y apaiser les troubles entre Philippe, nommé par Antiochos Épiphane tuteur du jeune roi Antiochos Eupator, et Lysias, et faire appliquer des clauses de la paix d'Apamée restées lettre morte (limitation du nombre d’éléphants et de navires) ; Cnaeus Octavius est assassiné au début de 162 av. J.-C. à Laodicée par un certain Leptines[2].

- Mai : en Égypte, Ptolémée VI Philométor retrouve son trône avec l'aide des Romains tandis que son frère Ptolémée VIII Évergète II dit Physcon devient roi de Cyrénaïque, constituée en royaume indépendant[4].
- Printemps (date probable) : Judas Maccabée assiège la citadelle de Jérusalem (Acra)[1].
- 28 juin : Antiochos V, avec son régent Lysias attaque la Judée par le Sud[1], assiège Bethsour et se porte au-devant de l’armée de Judas Maccabée. Malgré l’héroïsme d’Eléazar Maccabée, frère de Judas, l’armée juive est vaincue et Eléazar est tué à la bataille de Beth Zacharia. Bethsour doit se rendre et Lysias assiège le temple fortifié de Jérusalem[5]. Les Juifs doivent leur salut à des rivalités parmi les Syriens : Philippe, ancien régent et tuteur d’Antiochos V, cherche à prendre le pouvoir à Antioche. Lysias et Antiochos V se hâtent de conclure la paix avec les révoltés en leur permettant de vivre selon leur Loi (entre janvier et le 5 mars 162[1]). Ils détruisent les fortifications de la Jérusalem juive et font exécuter le grand prêtre pro-helléniste Ménélas à Bérée, puis marchent vers Antioche aux mains de Philippe.

- Début du règne d'Ariarathe V, roi de Cappadoce (fin en 130 av. J.-C.)[6].

## Naissances en 163 av. J.-C.
- Marcus Aemilius Scaurus, homme politique romain.

## Décès en 163 av. J.-C.
- Ariarathe IV, roi de Cappadoce.